# Susana de la Sierra
Susana de la Sierra (Santander, 5 de marzo de 1975) es una jurista y profesora universitaria española. Fue directora general del Instituto de la Cinematografía y de las Artes Audiovisuales (ICAA) entre enero de 2012 y julio de 2014.

## Biografía
Doctora en Ciencias Jurídicas por el Instituto Universitario Europeo de Florencia, está licenciada en derecho por la Universidad de Cantabria y finalizó sus estudios de licenciatura en la Universidad de Bayreuth (Alemania). En esta misma universidad realizó un máster en derecho alemán y comparado con una beca de la Fundación La Caixa y del Servicio Alemán de Intercambio de Estudiantes (DAAD). Con posterioridad, residió durante cuatro años en Florencia (Italia), dado que realizó su tesis doctoral sobre la tutela cautelar contencioso-administrativa con una beca del Ministerio de Asuntos Exteriores de España en el Instituto Universitario Europeo, sito en esa ciudad.
Desde el año 2003 es profesora de derecho administrativo en la Universidad de Castilla-La Mancha, se habilitó en 2007 como profesora titular y en 2011 asumió la dirección del Centro de Estudios Europeos de dicha universidad, cargo que ocupó hasta su incorporación al ICAA. Ha sido profesora invitada en las universidades de Oxford y de Columbia, Nueva York, siendo en este último caso una de las seis personas en Europa que recibieron la beca Fulbright para el curso 2006-2007 en el programa especial de relaciones entre Estados Unidos y la Unión Europea. 
Habla seis idiomas: alemán, francés, inglés, italiano y ruso, además del castellano. Cuenta con más de cuarenta publicaciones en cuatro idiomas y fue hasta enero de 2012 la investigadora principal para España en el proyecto europeo MEDIADEM «Revisión de las políticas europeas sobre medios de comunicación: Evaluación y exigencia de medios libres e independientes en las democracias contemporáneas». Sus líneas de investigación se han desarrollado fundamentalmente en los ámbitos de la justicia administrativa, la metodología y la epistemología del derecho comparado, el derecho de la cultura y las políticas públicas en la cinematografía. 
En 2014 constituyó junto a otros investigadores de la UCLM un grupo de I+D sobre Comunicación Pública: Poder, Derecho y Mensaje (ComPublic) y desde finales de 2015 colabora en el proyecto Agenda Pública.
Tiene una hija.

## Publicaciones
Entre sus publicaciones destacan especialmente tres monografías y tres libros coordinados: 
- Derecho del Cine: Administración Cultural y Mercado, Iustel, Madrid, 2010
- Tutela cautelar contencioso-administrativa y Derecho Europeo. Un estudio normativo y jurisprudencial, Thomson/Aranzadi, Navarra, 2004
- Una metodología para el Derecho Comparado europeo. Derecho Público Comparado y Derecho Administrativo Europeo, Thomson/Civitas, Madrid, 2004
- El Derecho y la Economía ante las mujeres y la igualdad, Lex Nova, Valladolid, 2011 (coord. con Juan Carlos Ortiz Pradillo)
- Estudios de la Unión Europea, Servicio de Publicaciones de la Universidad de Castilla-La Mancha, 2011 (coord. con Luis Ortega)
- Ponderación y Derecho Administrativo, Marcial Pons, Madrid, 2009 (coord. con Luis Ortega)